# Улица Тухачевского (Минск)

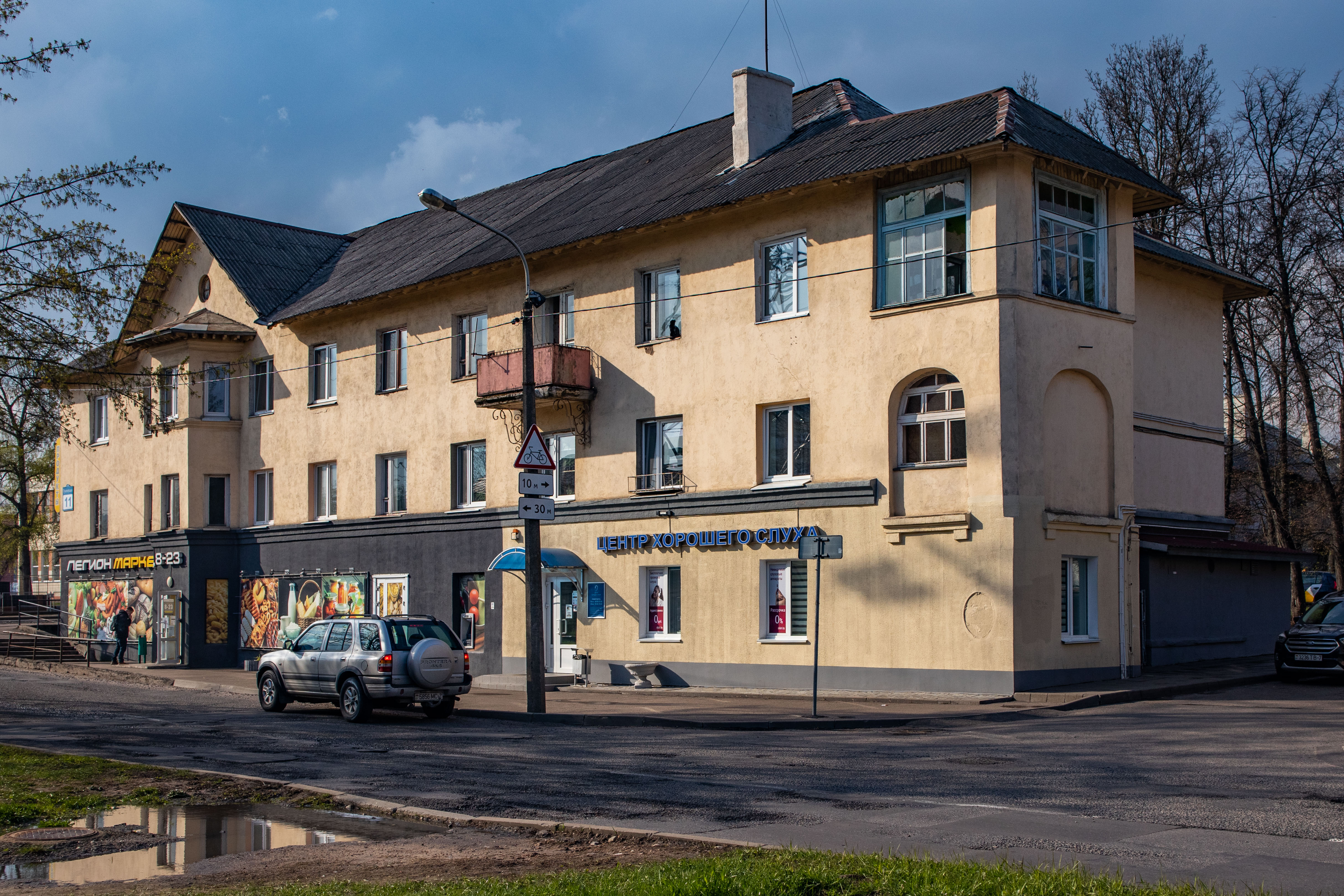
Один из домов 1950-х годов

Улица Тухаче́вского (бел. Вуліца Тухачэўскага) — улица в Заводском районе Минска. Названа в честь советского военачальника Михаила Тухачевского, неоднократно бывавшего в Минске.

## История
Улица возникла в 1950-е годы, активно застраивалась в 1950-е — 1960-е годы. Первоначально называлась Энергетической, в 1977 году переименована в честь советского военачальника Михаила Тухачевского, жившего в Минске в 1920 году и посещавшего город впоследствии.

## Описание
Улица начинается от перекрёстка с улицей Васнецова и ориентирована в юго-восточном направлении. Далее пересекает улицы Искалиева, Айвазовского, Плеханова, Грекова, Филатова, завершается Т-образным перекрёстком с улицей Кулешова, упираясь в территорию воинских частей. Улица имеет широкую разделительную полосу по центру, на которой размещена воздушная ЛЭП, связывающая минские ТЭЦ-2 и ТЭЦ-3.

## Транспорт
По состоянию на 2024 год непосредственно на улице отсутствуют остановки общественного транспорта, хотя автобусы 9, 9д, 70, 79, 79д двигаются непосредственно по улице. На перпендикулярной улице Плеханова осуществляется движение ряда трамваев и троллейбусов. Менее чем в 1 км от улицы расположена станция Минского метрополитена «Партизанская».